# Grofica iz Hongkonga
Grofica iz Hongkonga (angleško A Countess from Hong Kong) je britanski romantično komični film, za katerega je Charlie Chaplin napisal scenarij in glasbeno podlago, ga produciral in režiral. To je eden le dveh Chaplinovih filmov, v katerem sam ni odigral glavne vloge (drugi je Parižanka iz leta 1923), in njegov edini barvni film. Mini vloga v njem je njegova zadnja filmska vloga. V glavnih vlogah so nastopili Marlon Brando, Sophia Loren, Tippi Hedren in Sydney Earle Chaplin, Chaplinov drugi sin.
Zgodba ohlapno temelji na življenju ženske, ki jo je bil Chaplin spoznal v Parizu, Moussie Sodskaye ali »Skaye«, kot jo je imenoval v svoji knjigi My Trip Abroad iz leta 1922. Bila je ruska pevka in igralka, ki je »brez potnega lista obtičala v Franciji«. Chaplin je po negativnem sprejemu filma v sporočilu za medije zapisal, da je zgodba »osnovana na obisku v Šanghaju leta 1931, ko sem naletel na vrsto aristokratov, ki so pobegnili pred rusko revolucijo«.
Prvotni naslov filma je bil Stowaway, ko ga je Chaplin v tridesetih letih načrtoval za Paulette Goddard, toda produkcija filma ni bila nikoli zaključena. To je prineslo film, posnet trideset let po svojem snovanju, ki je naletel na slabe kritike in prinesel 2.000.000 $ prihoda ob proračunu 3.500.000 $. Se je pa izkazal za zelo uspešnega v Italiji, uspeh glasbene podlage pa je pomagal pokriti izgubo. Nekateri kritiki, kot sta Tim Hunter in Andrew Sarris, kot tudi pevec John Betjeman, režiser François Truffaut in igralec Jack Nicholson štejejo film za enega najboljših Chaplinovih del. Glavna melodija filma je postala v obliki pesmi »This Is My Song« in izvedbi Petule Clark uspešnica.

## Zgodba
Veleposlanik napoten v Saudsko Arabijo Ogden Mears (Marlon Brando) se po svetovni turneji z ladjo vrača nazaj v ZDA. Sreča rusko grofico Natašo po tem, ko se ta v večerni obleki pretihotapi na ladjo, da bi ušla življenju v glasbeni dvorani ob zabavanju mornarjev v Hong Kongu. Kot ubežnica brez postnega lista je celotno potovanje prisiljena ostati v njegovi kabini. Ogdenu ta položaj ni všeč kot poročenemu moškem, čeprav razmišlja o ločitvi, in ga skrbi, kako bi njeno morebitno odkritje vplivalo na njegovo kariero. Vseeno nejevoljno pristane in ji dovoli ostati. Za tem poskušata dognati način, po katerem bi lahko zapustila ladjo, kar se jima posreči ob poroki z njegovim ostarelim osebnim služabnikom Hudsonom (Patrick Cargill). Čeprav gre le za formalnost, pa želi Hudson potrditi zakon s spolnim odnosom, na kar ona ne pristane. Izogne se mu, pred prihodom ladje v pristanišče skoči z nje in odplava do obale. 
Tedaj se na ladjo vkrca Ogdenova žena Martha (Tippi Hedren), ki je za las zgrešila Natašo. Ogdenov prijatelj in odvetnik Harvey (Sydney Earle Chaplin), ki je bil pomagal organizirati poroko, počaka Natašo na obali in ji pove, da so jo uslužbenci urada za priseljence priznalo kot Hudsonovo ženo. Za tem Ogdena žena sooči z dejstvi o Nataši, o kateri govori precej grobo, kot tudi o njenem življenju. Sam odgovori ženi z vprašanjem, če bi se sama tako dobro znašla v podobnih okoliščinah. V zaključnem prizoru se Ogden, ki je pustil ženo na ladji, in Nataša srečata v hotelskem kabaretu, kjer začneta plesati. Charlie Chaplin v dveh prizorih odigra mini vlogo kot ladijski stevard.

## Igralska zasedba
- Marlon Brando kot Ogden Mears
- Sophia Loren kot Nataša
- Sydney Earle Chaplin kot Harvey
- Tippi Hedren kot Martha
- Patrick Cargill kot Hudson
- Oliver Johnston kot Clark
- Michael Medwin kot John Felix
- John Paul kot kapitan
- Margaret Rutherford kot gospodična Gaulswallow
- Angela Scoular kot dekle za družbo
- Geraldine Chaplin kot dekle na plesu
- Charlie Chaplin kot ostareli stevard

## Produkcija
To je prvi Chaplinov film po desetih letih, zadnji film Kralj v New Yorku je posnel leta 1957. V glavni moški vlogi si je sprva želel Rexa Harrisona alo Caryja Granta, toda na koncu je bil izbran Marlon Brando. Oba s Sophio Loren sta pristala na svoji vlogi brez, da bi pred tem prebrala scenarij. Snemanje se je pričelo 25. januarja 1966 v Pinewood Studios; večkrat je bilo prekinjeno zaradi Brandovega zamujanja, njegovega vnetja slepiča, gripe Brandova in Chaplina ter ponovne poroke Lorenove s Carlom Pontijem. Snemanje se je končalo 5. januarja 1967.
Ti je bil prvi celovečerni film Tippi Hedren po njenem razhodu z režiserjem Alfredom Hitchcockom. V film je polagala velike upe, dokler ni dobila scenarija. Tedaj je ugotovila, da ima le manjšo vlogo kot Brandonova odtujena žena, zato je prosila Chaplina naj njeno vlogo razširi. Čeprav ji je ta poskušal ugoditi, ji ni mogel, ker se večina zgodbe dogaja na ladji, na katero se Hedrenin lik vkrca šele proti koncu filma. Vseeno je odigrala svojo vlogo in kasneje dejala, da je bilo delo s Chaplinom užitek. V filmu nastopijo tudi Chapline tri najstarejše hčere, Geraldine (v 46. in 65. minuti) ter Josephine in Victoria Chaplin (v 92. minuti filma). V celoti je bil film posnet v Pinewood Studios v Buckinghamshiru v bližini Londona leta 1966. To je bil drugi evropski projekt za Universal, po filmu Fahrenheit 451.

## Sprejem
17. marca 1967 je New York Times v kritiki objavil: »Če bi lahko star ljubitelj Chaplinovih filmov ravnal usmiljeno, bi čim prej zagrnil zaveso čez to zadrego in se pretvarjal, da se ni bila nikoli zgodila.« Revija Movie and Video Guide 1995 Leonarda Maltina je film ocenila z eno zvezdico in pol ter navedla, da je »slabo posnet, sabo časovno načrtovan in s slabo glasbeno podlago.« V nasprotju z njima je 25. marca 1967 The Harvard Crimson filmu namenil dobro kritiko: »Vzemi nov Chaplinov film ločeno; v nasprotju z vsemi temi podcenjevalnimi kritiki, stari mož v resnici ni izgubil svojega občutka in Grofica je veličastna romanca.«